# Salinas (Hiszpania)
Salinas – gmina w Hiszpanii, w prowincji Alicante, we wspólnocie autonomicznej Walencja, o powierzchni 61,71 km². W 2011 roku liczyła 1603 mieszkańców.